# Yinqiao Zhen
Yinqiao Zhen (kinesiska: 银桥, 银桥镇) är en köping i Kina. Den ligger i provinsen Yunnan, i den sydvästra delen av landet, omkring 270 kilometer väster om provinshuvudstaden Kunming. Antalet invånare är 28 002. Befolkningen består av 14 072 kvinnor och 13 930 män. Barn under 15 år utgör 18,0 %, vuxna 15-64 år 72 %, och äldre över 65 år 9,0 %.
Genomsnittlig årsnederbörd är 1 120 millimeter. Den regnigaste månaden är juli, med i genomsnitt 226 mm nederbörd, och den torraste är april, med 22 mm nederbörd.